# خانه محمد مروج
خانه محمد مروج مربوط به دوره صفوی است و در یزد، خیابان سلمان، نبش کوچه سی و نهم واقع شده و این اثر در تاریخ ۹ اردیبهشت ۱۳۸۲ با شمارهٔ ثبت ۸۵۳۸ به‌عنوان یکی از آثار ملی ایران به ثبت رسیده است.

## تخریب
در تاریخ ۵ مهر ۱۳۹۲ پس از گرفتن حکم خروج این بنا از فهرست آثار ملی از دیوان عدالت اداری توسط مالک اثر و با مجوز اداره کل میراث فرهنگی و گردشگری استان یزد به طور کامل تخریب شد.